# Yepcalphis dilectissima
Yepcalphis dilectissima är en fjärilsart som beskrevs av Walker 1858. Yepcalphis dilectissima ingår i släktet Yepcalphis och familjen nattflyn. Inga underarter finns listade i Catalogue of Life.